# Olympische Winterspiele 2014/Teilnehmer (Amerikanische Jungferninseln)
| Gelbes Symbol für Goldmedaillen mit stilisierten Olympischen Ringen | Graues Symbol für Silbermedaillen mit stilisierten Olympischen Ringen | Braundes Symbol für Bronzemedaillen mit stilisierten Olympischen Ringen |
| ------------------------------------------------------------------- | --------------------------------------------------------------------- | ----------------------------------------------------------------------- |
| —                                                                   | —                                                                     | —                                                                       |

Die Amerikanischen Jungferninseln nahmen an den Olympischen Winterspielen 2014 in Sotschi mit einer Athletin teil.
Jasmine Campbell hatte sich für den alpinen Skiwettbewerb qualifiziert.

## Sportarten

### Ski Alpin
| Name             | Wettbewerb   | Zeit        | Rang |
| ---------------- | ------------ | ----------- | ---- |
| Frauen           |              |             |      |
| Jasmine Campbell | Slalom       | 2:10,37 min | 43   |
| Jasmine Campbell | Riesenslalom | 3:05,05 min | 56   |